# Albert Bastardas i Sampere
Albert Bastardas i Sampere (Gràcia, 26 de maig de 1871 – 12 de setembre de 1944) fou un advocat i polític català intensament dedicat a la promoció cultural i la reforma interior de Barcelona.

## Família
Fill d'Albert Bastardas Sellarès, un humil treballador i membre històric del republicanisme de Gràcia. El 1907 es va casar amb Dolors Parera i Bisbal, pubilla de Joan Parera i Vila, del qual heretà les conegudes destil·leries Parera. Tingueren set fills, entre els quals el llatinista Joan Bastardas i Parera i el pintor Rafel Bastardas. Fou avi de l'arquitecte Albert Bastardes i Porcel, de l'historiador Alfred Pérez-Bastardas, i del promotor cultural Ramon Bastardes i Porcel, el qual va reorganitzar, juntament amb Max Cahner, les revistes Germinabit i Serra d'Or i varen fundar Edicions 62.

## Orígens
De jove va estudiar a l'Institut de Segon Ensenyament de Barcelona, a on degué conèixer futurs companys i a la vegada rivals polítics com Enric Prat de la Riba o Amadeu Hurtado, i col·legues com Francesc Moragas i Barret, entre d'altres. Es llicencià en dret a la Universitat de Barcelona i s'associà al Col·legi d'Advocats el 1893, obtenint el 1894 la seva primera feina com a passant a la notaria gracienca de Francesc Farrés. Al llarg de la seva vida va treballar en càrrecs judicials als partits de Gràcia, Rubí i Sant Martí de Provençals, i també com a conseller, i més tard vicepresident, de la Caixa de Pensions per a la Vellesa i d'Estalvis.
| Promotor del mutualisme |
| Com a especialista en legislació social, va treballar per promoure les assegurances i la prevenció d'accidents. Des del 1912 era vocal del Consell Directiu de la Caixa de Pensions: va fer una campanya activa per promoure la obertura de sucursals a tots els municipis catalans, per tal de fomentar les assegurances socials i les pensions pels obrers i les classes mitjanes. Per això també va participar en la Col·laboració de Catalunya en la Ponència Nacional per a la instauració d'una assegurança obligatòria del treball el 1918, que havia d'incloure pensió d'invalidesa, maternitat i vellesa. El 1919 fou escollit president del Patronat de Previsió Social de Catalunya i Balears, càrrec des del qual aconseguí que fossin obligatoris el retir obrer i l'assegurança de maternitat, ja que en fou el representant a l'Institut Nacional de Previsió. Entre el 1922 i el 1939 va ser membre de la secció d'assegurances socials, la qual també s'encarregava de donar préstecs per obra social. |

S'inicià en política el 1901 com a militant del Centre Republicà que hi havia a la plaça del Teatre de Gràcia. El 1903 va iniciar la seva carrera com a membre de la junta provincial del nou partit de Salmerón, la Unión Republicana, pel qual va ser escollit regidor pel districte VIII (Gràcia - Sant Gervasi) a l'ajuntament de Barcelona aquell mateix any. Com a tinent d'alcalde, va poder esdevenir el primer republicà (i obertament laïc) que arribà a l'alcaldia barcelonina, fet que el convertí en un personatge molt popular entre el republicanisme de la ciutat: La dimissió de l'alcalde conservador Domènec Sanllehy el 1908 en no poder aprovar el pressupost extraordinari de cultura al plenari, va comportar que la resta de regidors votessin un nou alcalde accidental per la ciutat en una època en què era un càrrec d'elecció reial. Per aconseguir estabilitat política, va pactar amb la Lliga Regionalista un programa de sanejament de la opaca hisenda municipal i de reformes urbanístiques.

## La Mancomunitat
El 1910 fou un dels fundadors de la Unió Federal Nacionalista Republicana (UFNR), esdevenint-ne secretari el 1911, partit pel qual fou escollit diputat provincial el 1913 a la Diputació de Barcelona pel districte I (Barceloneta - Poblenou). Des d'aquesta institució, es va aliar altre cop amb la Lliga durant el llarg procés per aconseguir crear la Mancomunitat de Catalunya, que va defensar des de les pàgines del Poble Català, i de la qual fou finalment escollit vicepresident primer a l'Assemblea General del 1914 amb 22 vots. Cal afegir que a l'assemblea hi va defensar una proposició per abolir la odiada Llei de Jurisdiccions, juntament amb Puig i Cadafalch i Valentí i Camp. Li foren encarregats els serveis d'ensenyament i de beneficència, i va batallar per incrementar-ne els pressupostos. També fou en aquesta època que travà amistat amb l'advocat laboralista Francesc Layret, i es desencantà de la UFNR, que s'havia aliat amb els radicals de Lerroux mitjançant el pacte de Sant Gervasi. Per això veié amb simpatia l'aparició del Bloc Republicà Autonomista de Layret, i s'hi acabà adherint el 1917 quan es transformà en el Partit Republicà Català. Durant tota la dècada Bastardas desplegà la seva activitat política en aquells temes que més el preocupaven: els serveis socials, la borsa de treball, l'educació, les biblioteques públiques, la llengua catalana, el teatre... Per exemple, en una època en què tabac era un monopoli i n'abundava el contraban, es mostrà partidari de liberalitzar-ne el cultiu com a sortida econòmica rendible per a la pagesia. Inicialment fou contrari a la Primera Guerra Mundial, però el 1916 va anar a l'acte de Perpinyà per mostrar el seu suport als voluntaris catalans. Com a membre de la Diputació de Barcelona i la Mancomunitat va formar part de nombroses comissions, juntes i patronats. Cal destacar que durant els debats per crear la futura caixa d'estalvis de la Diputació de Barcelona, Bastardas va argumentar que havia de ser mancomunal i no provincial per tal garantir la continuïtat de la Mancomunitat, però la idea fou descartada.

## Els convulsos anys 20 i 30
La dictadura de Primo de Rivera, però, va intervenir aquest primer govern català el 1923, i el dissolgué definitivament el 1925: En aquest parèntesi Bastardas esdevingué membre de la junta del Col·legi d'Advocats de Barcelona (1924-1926) la qual va desafiar el règim publicant la Guia Jurídica en llengua catalana, motiu pel qual fou castigat amb l'exili al municipi aragonès de Sarinyena, com la resta de la junta. Va tornar-ne el 1930.
Després de les transcendentals eleccions municipals del 1931 Granollers va elegir-lo com a diputat a la Diputació Provisional de la Generalitat de Catalunya, una institució temporal que va fer les funcions de Parlament de Catalunya fins a la celebració de les eleccions al Parlament de Catalunya de 1932, però en aquestes Bastardas no va sortir escollit diputat ja que la Concentració Catalanista Republicana de Claudi Ametlla fou derrotada, així que abandonà la política. Malgrat tot, es mantingué com a membre del Partit Catalanista Republicà, que acabà sent Acció Catalana.
El 1936 va participar al Primer Congrés Jurídic Català per presidir la secció de legislació obrera, a la qual hi havia dedicat la carrera. També aquell any era membre de la Junta de Museus i del Patronat d'Aprenents, i el patronat de la Casa de la Caritat.
Durant la Guerra Civil Espanyola Bastardas va protegir diversos capellans i monges a casa seva. Després de la guerra, el 1939 fou desposseït de tots els càrrecs que ocupava, tot i que no fou oficialment depurat, i a partir de llavors es dedicà a l'advocacia.

## Fons personal
L'Arxiu Històric de la Ciutat de Barcelona conserva el fons personal d'Albert Bastardas i Sanpere que inclou documentació familiar i personal, correspondència (familiar, de l'Ajuntament de Barcelona, d'altres administracions i d'institucions i entitats) i de la seva activitat política vinculada a l'Ajuntament de Barcelona (dossiers temàtics i polítics, d'altres administracions i de mitjans de comunicació).